# Электростанции Санкт-Петербурга
В Санкт-Петербурге расположены более десятка электростанций. Все они работают на газу (мазут как резервное топливо), их суммарная мощность превышает 5 ГВт. Электростанции принадлежат ОАО «ТГК-1». Северо-Западная ТЭЦ является первой в России ТЭЦ с парогазовым циклом.
| Электростанция       | Мощность  | Вид топлива | Год пуска | Адрес                                |
| -------------------- | --------- | ----------- | --------- | ------------------------------------ |
| Центральная ТЭЦ      | 153 МВт   | Газ, мазут  | 1897      | Новгородская улица, 11               |
| Правобережная ТЭЦ    | 643 МВт   | Газ, мазут  | 1922      | Октябрьская наб., 108                |
| Василеостровская ТЭЦ | 135 МВт   | Газ, мазут  | 1932      | Кожевенная линия, 33                 |
| Выборгская ТЭЦ       | 250,5 МВт | Газ         | 1954      | Улица Жукова, 26                     |
| Автовская ТЭЦ        | 321 МВт   | Газ, мазут  | 1956      | Броневая улица, 6                    |
| Первомайская ТЭЦ     | 524 МВт   | Газ, мазут  | 1957      | Корабельная улица, 4                 |
| Северная ТЭЦ         | 500 МВт   | Газ, мазут  | 1975      | Новое Девяткино                      |
| Южная ТЭЦ            | 1207 МВт  | Газ, мазут  | 1978      | Софийская улица, 96                  |
| Северо-Западная ТЭЦ  | 900 МВт   | Газ         | 2000      | Приморский район, Конная Лахта, д.34 |
| Юго-Западная ТЭЦ     | 500 МВт   | Газ         | 2011      | Улица Доблести, 1                    |